# Segunda División de México 1957-58
La Temporada 1957-58 de la Segunda División de México fue el octavo torneo de la historia de la segunda categoría del fútbol mexicano. Se disputó entre los meses de julio y diciembre de 1958. Contó con doce equipos. El Celaya fue el campeón de la categoría ganando así su ascenso a la primera división.

## Cambios
- Zamora ascendió a primera división, al igual que el Morelia, equipo que fue invitado a la categoría superior para cubrir la plaza que quedó vacante tras la desaparición del Puebla.
- Monterrey descendió desde el máximo circuito.
- Salamanca y San Luis ingresaron a la liga como nuevos equipos.
- Montecarlo de Irapuato fue renombrado como Municipal.
- UNAM e IPN solicitaron permiso para no competir durante este año futbolístico.[2]
- El Marte fue suspendido durante esta temporada tras haber sido descalificado en el ciclo futbolístico anterior.

## Formato de competencia
Los doce equipos compiten en un grupo único, todos contra todos a visita recíproca. Se coronaria campeón el equipo con la mayor cantidad de puntos y así conseguir el ascenso; si al final de la campaña existiera empate entre dos equipos en la cima de la clasificación, se disputaría un duelo de desempate para definir al campeón, esto claro sin considerar de por medio ningún criterio de desempate.

## Equipos participantes

### Equipos por Entidad Federativa
| Entidad Federativa | N.º | Equipos                                      |
| ------------------ | --- | -------------------------------------------- |
| Guanajuato         | 4   | Celaya, Municipal, Salamanca y San Sebastián |
| Estado de México   | 1   | Oviedo                                       |
| Coahuila           | 1   | Laguna                                       |
| Jalisco            | 1   | Nacional                                     |
| Michoacán          | 1   | La Piedad                                    |
| Nuevo León         | 1   | Monterrey                                    |
| Querétaro          | 1   | Querétaro                                    |
| San Luis Potosí    | 1   | San Luis                                     |
| Tamaulipas         | 1   | Refinería Madero                             |

### Información sobre los equipos participantes
| Equipo           | Ciudad                           | Estadio                          |
| ---------------- | -------------------------------- | -------------------------------- |
| Celaya           | Celaya, Guanajuato               | Miguel Alemán Valdés             |
| La Piedad        | La Piedad, Michoacán             | Juan N. López                    |
| Laguna           | Torreón, Coahuila                | San Isidro                       |
| Monterrey        | Monterrey, Nuevo León            | Tecnológico                      |
| Municipal        | Irapuato, Guanajuato             | Revolución                       |
| Nacional         | Guadalajara, Jalisco             | Parque Oro                       |
| Tlalnepantla     | Tlalnepantla, Estado de México   | Campo deportivo Tlalnepantla     |
| Querétaro        | Santiago de Querétaro, Querétaro | Municipal                        |
| Refinería Madero | Ciudad Madero, Tamaulipas        | Tampico                          |
| Salamanca        | Salamanca, Guanajuato            | El Molinito                      |
| San Luis         | San Luis Potosí, S.L.P.          | 20 de Noviembre-Plan de San Luis |
| San Sebastián    | León, Guanajuato                 | La Martinica                     |

## Clasificación
| Pos. | Equipo           | Pts. | PJ | G  | E | P  | GF | GC | Dif. | Clasificación              |
| ---- | ---------------- | ---- | -- | -- | - | -- | -- | -- | ---- | -------------------------- |
| 1    | Celaya (C)       | 35   | 22 | 15 | 5 | 2  | 35 | 19 | +16  | Ascenso a Primera División |
| 2    | Monterrey        | 32   | 22 | 15 | 2 | 5  | 55 | 24 | +31  |                            |
| 3    | San Sebastián    | 26   | 22 | 11 | 4 | 7  | 54 | 32 | +22  |                            |
| 4    | Nacional         | 26   | 22 | 12 | 2 | 8  | 39 | 35 | +4   |                            |
| 5    | Salamanca        | 23   | 22 | 9  | 5 | 8  | 42 | 35 | +7   |                            |
| 6    | La Piedad        | 23   | 22 | 10 | 3 | 9  | 34 | 34 | 0    |                            |
| 7    | Refinería Madero | 22   | 22 | 8  | 6 | 8  | 35 | 34 | +1   |                            |
| 8    | Laguna           | 22   | 22 | 8  | 6 | 8  | 40 | 39 | +1   |                            |
| 9    | San Luis         | 22   | 22 | 8  | 6 | 8  | 29 | 32 | −3   |                            |
| 10   | Querétaro        | 13   | 22 | 5  | 3 | 14 | 22 | 36 | −14  |                            |
| 11   | Oviedo           | 10   | 22 | 2  | 6 | 14 | 20 | 50 | −30  |                            |
| 12   | Municipal        | 10   | 22 | 2  | 6 | 14 | 15 | 50 | −35  |                            |

 Fuente: RSSSF
Criterios de clasificación: Puntos · Diferencia de goles · Goles a favor · Play-off
|                             |
| Celaya Campeón 1.er título. |

## Resultados
| Local \ Visitante | CEL | LPD | LAG | MTY | MUN | NAC | OVI | QUE | RMA | SAL | SNL | SSE |
| ----------------- | --- | --- | --- | --- | --- | --- | --- | --- | --- | --- | --- | --- |
| Celaya            | —   | 2–2 | 1–0 | 2–0 | 2–0 | 2–1 | 4–3 | 1–0 | 3–1 | 1–0 | 2–1 | 2–0 |
| La Piedad         | 0–1 | —   | 3–2 | 1–2 | 2–0 | 2–0 | 3–0 | 2–0 | 1–0 | 3–3 | 1–0 | 0–1 |
| Laguna            | 2–1 | 1–2 | —   | 2–1 | 1–1 | 2–2 | 1–0 | 2–0 | 2–2 | 4–4 | 4–2 | 3–3 |
| Monterrey         | 2–0 | 4–0 | 4–1 | —   | 7–0 | 2–0 | 5–0 | 3–0 | 1–3 | 0–0 | 2–1 | 3–1 |
| Municipal         | 0–0 | 2–3 | 1–1 | 0–4 | —   | 2–3 | 2–2 | 3–1 | 0–0 | 0–4 | 0–0 | 0–3 |
| Nacional          | 1–2 | 2–1 | 3–1 | 3–1 | 4–0 | —   | 3–1 | 2–0 | 4–3 | 2–1 | 1–3 | 2–1 |
| Oviedo            | 1–1 | 2–1 | 0–3 | 2–2 | 0–2 | 1–3 | —   | 0–1 | 1–2 | 2–2 | 1–1 | 1–1 |
| Querétaro         | 0–0 | 4–1 | 0–2 | 1–2 | 1–0 | 0–1 | 4–0 | —   | 2–2 | 0–4 | 2–2 | 0–2 |
| Refinería Madero  | 1–2 | 3–1 | 2–3 | 1–3 | 1–0 | 2–1 | 1–2 | 2–1 | —   | 6–0 | 0–0 | 2–0 |
| Salamanca         | 1–2 | 0–2 | 1–0 | 1–3 | 1–0 | 0–0 | 4–1 | 4–3 | 7–1 | —   | 1–2 | 0–2 |
| San Luis          | 1–2 | 1–1 | 2–1 | 3–1 | 1–0 | 3–1 | 1–0 | 1–0 | 0–0 | 0–2 | —   | 3–5 |
| San Sebastián     | 2–2 | 4–2 | 4–2 | 2–3 | 9–2 | 5–0 | 3–0 | 0–2 | 0–0 | 1–2 | 5–1 | —   |